# Harold Osborn
Harold Marion Osborn (Butler (Illinois), 13 april 1899 – Champaign (Illinois), 5 april 1975) was een Amerikaanse atleet. Hij was een veelzijdig atleet en werd naast olympisch kampioen tienkamp en hoogspringen, ook Amerikaans indoorkampioen hordelopen en verspringen. Hij verbrak tijdens zijn sportcarrière zowel het wereldrecord op de tienkamp als bij het hoogspringen.

## Loopbaan
Op de Olympische Spelen van 1924 in Parijs won Osborn een gouden medaille op de tienkamp en eindigde hiermee voor zijn landgenoot Emerson Norton (zilver) en de Est Aleksander Klumberg. Bij het hoogspringen werd hij met een sprong van 1,98 m eveneens olympisch kampioen en versloeg hiermee zijn landgenoot Leroy Brown (1,95) en de Fransman Pierre Lewden (1,92). Osborn is hiermee de enige atleet die op dezelfde Olympische Spelen zowel de titel op de tienkamp als op een individueel nummer won.

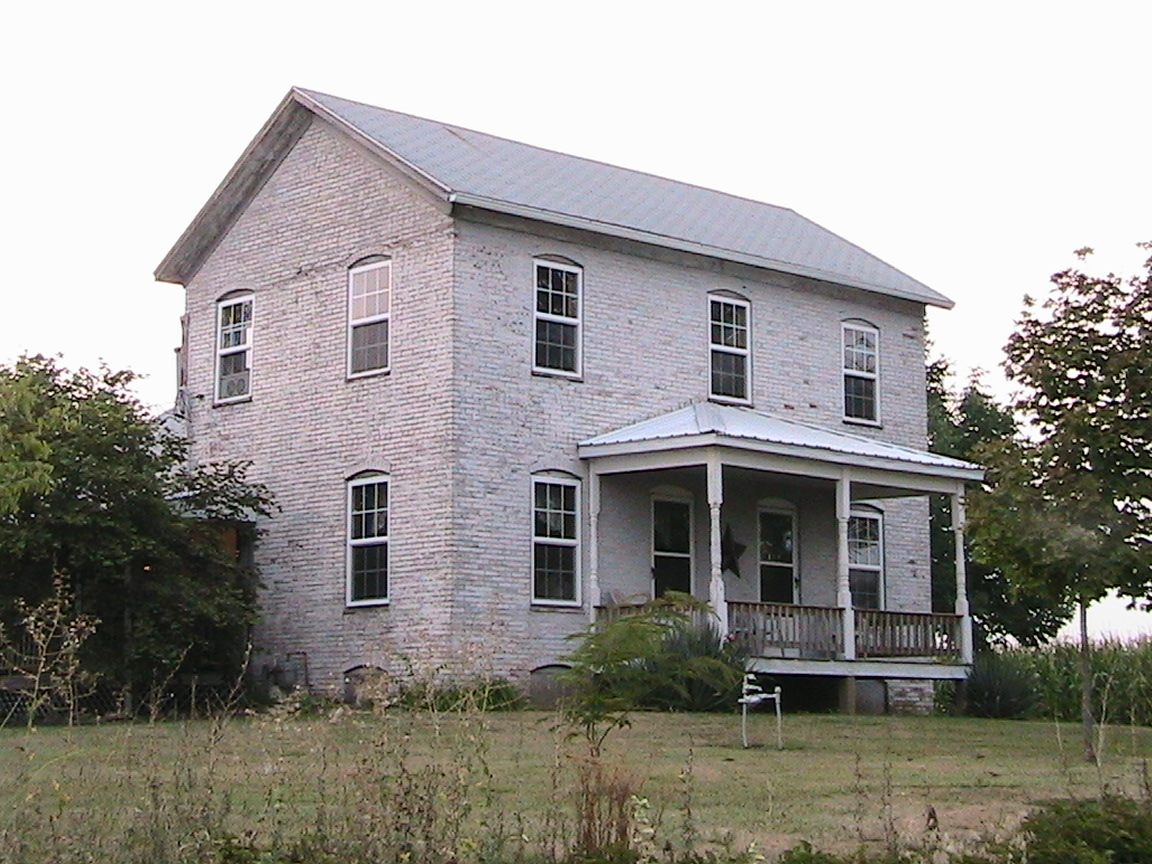
Huis van Harold Osborn

In 1925 sprong hij zesmaal over 2 meter. Zijn persoonlijk record van 2,0559 m werd niet als wereldrecord erkend vanwege het feit, dat hij dit niet tijdens een officiële wedstrijd had gesprongen, maar tijdens een demonstratiewedstrijd. Op de Olympische Spelen van 1928 werd hij bij het hoogspringen vijfde.
Osborn was bekend om zijn "lattentruc". Tijdens zijn vlucht over de lat drukte hij deze tegen de houders, zodat deze bij lichte aanrakingen niet vallen kon. Foto's en filmateriaal toonden aan hoe de truc werkte. Osborn zelf heeft zich overigens zijn leven lang verweerd tegen de verdenking dat hij op deze manier vals speelde. Hij beweerde dat zijn arm alleen maar een schaduw had geworpen. Zeker is echter dat de 2,05 die hij een jaar later in Austin sprong, om dezelfde reden niet werd erkend als nieuw wereldrecord. Hoe dan ook, al gauw wilden tal van atleten de kampioen evenaren en specialiseerden zich erin om tijdens de sprong de lat vast te houden. Dat misnoegde de wereldatletiekbond, zodat deze zich gedwongen zag om in 1926 het reglement te wijzigen. Sindsdien ligt de lat volledig vrij op plaatjes tussen de staanders, zodat deze bij aanrakingen zowel voorwaarts als achterwaarts naar beneden kan vallen.
Harold Osborn studeerde aan de Universiteit van Illinois. Naast atleet was hij assistent-trainer van deze universiteit en specialist osteopathie. Hij was getrouwd met de Canadese hoogspringster en olympisch kampioene Ethel Catherwood.

## Titels
- Olympisch kampioen tienkamp - 1924
- Olympisch kampioen hoogspringen - 1924
- Amerikaans kampioen tienkamp - 1923, 1925, 1926,
- Amerikaans kampioen 70 yards horden (indoor) - 1925,
- Amerikaans kampioen hoogspringen (indoor) - 1923, 1924, 1925, 1926
- Amerikaans kampioen verspringen (indoor) - 1925, 1926, 1927
- NCAA-kampioen hoogspringen - 1922
- AAU kampioen hoogspringen - 1925, 1926

## Wereldrecords
- Hoogspringen - 2,02 m op 27 mei 1924 in Urbana
- Tienkamp - 7711 (6476) op de Olympische Spelen van 1924

## Palmares

### hoogspringen
- 1924:  OS - 1,98 m
- 1928: 5e OS - 1,91 m

### tienkamp
- 1924:  OS - 7710,775 p

1896: Ellery Clark ·
1900: Irving Baxter ·
1904: Samuel Jones ·
1908: Harry Porter ·
1912: Alma Richards ·
1920: Richmond Landon ·
1924: Harold Osborn ·
1928: Robert Wade King ·
1932: Duncan McNaughton ·
1936: Cornelius Johnson ·
1948: John Winter ·
1952: Walter Davis ·
1956: Charles Dumas ·
1960: Robert Sjavlakadze ·
1964: Valeri Broemel ·
1968: Dick Fosbury ·
1972: Jüri Tarmak ·
1976: Jacek Wszoła ·
1980: Gerd Wessig ·
1984: Dietmar Mögenburg ·
1988: Hennadi Avdjejenko ·
1992: Javier Sotomayor ·
1996: Charles Austin ·
2000: Sergej Kljoegin ·
2004: Stefan Holm ·
2008: Andrej Silnov ·
2012: Erik Kynard ·
2016: Derek Drouin ·
2020: Gianmarco Tamberi & Mutaz Essa Barshim ·
2024: Hamish Kerr
1904: Tom Kiely ·
1912: Jim Thorpe ·
1920: Helge Løvland ·
1924: Harold Osborn ·
1928: Paavo Yrjölä ·
1932: James Bausch ·
1936: Glenn Morris ·
1948: Bob Mathias ·
1952: Bob Mathias ·
1956: Milt Campbell ·
1960: Rafer Johnson ·
1964: Willi Holdorf ·
1968: Bill Toomey ·
1972: Nikolaj Avilov ·
1976: Bruce Jenner ·
1980: Daley Thompson ·
1984: Daley Thompson ·
1988: Christian Schenk ·
1992: Robert Změlík ·
1996: Dan O'Brien ·
2000: Erki Nool ·
2004: Roman Šebrle ·
2008: Bryan Clay ·
2012: Ashton Eaton ·
2016: Ashton Eaton ·
2020: Damian Warner ·
2024: Markus Rooth
- Bibliothèque nationale de France: cb17069488w (data)
- Gemeinsame Normdatei: 1330898591
- World Athletics: 14562093
- International Standard Name Identifier: 0000 0004 5970 9161
- Virtual International Authority File: 1474147605342557760000